# 藤岡屋彦太郎
藤岡屋 彦太郎（ふじおかや ひこたろう、生没年不詳）は江戸時代の地本問屋。

## 来歴
松原堂、藤彦と号す。弟に藤岡屋慶次郎がいる。天保から本郷5丁目で、後に南伝馬町3丁目、嘉永期には通油町源七店地借の弟藤岡屋慶次郎方に同居し安政期まで営業している。嘉永5年4月、弟慶次郎に書物問屋本組株を譲る。歌川広重や歌川国芳の錦絵を多く出版している。

## 作品
- 歌川広重 『花鳥画』 中短冊判
- 歌川広重 『東都名所』 短冊判
- 歌川広重 『六玉川』 短冊判
- 歌川広重 『江戸高名会亭尽』 横大判 錦絵揃物
- 歌川広重 『本朝名所』 横大判15枚揃 錦絵揃物 天保3年～天保10年頃
- 歌川広重 『東都八景』 横間判扇面地形枠 錦絵揃物 天保中期
- 歌川国芳 『義経一代記五条ノ橋之図』 大判3枚続 天保末期
- 歌川国芳 『みかけハこハゐがとんだいい人だ』 大判 嘉永前期